# کالج اسپرینگس (آیووا)
کالج اسپرینگس (به انگلیسی: College Springs) شهری در ایالت آیووا کشور ایالات متحده آمریکا است که جمعیت آن در سرشماری سال ۲۰۱۰ میلادی، ۲۱۴ نفر بوده‌است.